# Institut national de la santé et de la recherche médicale

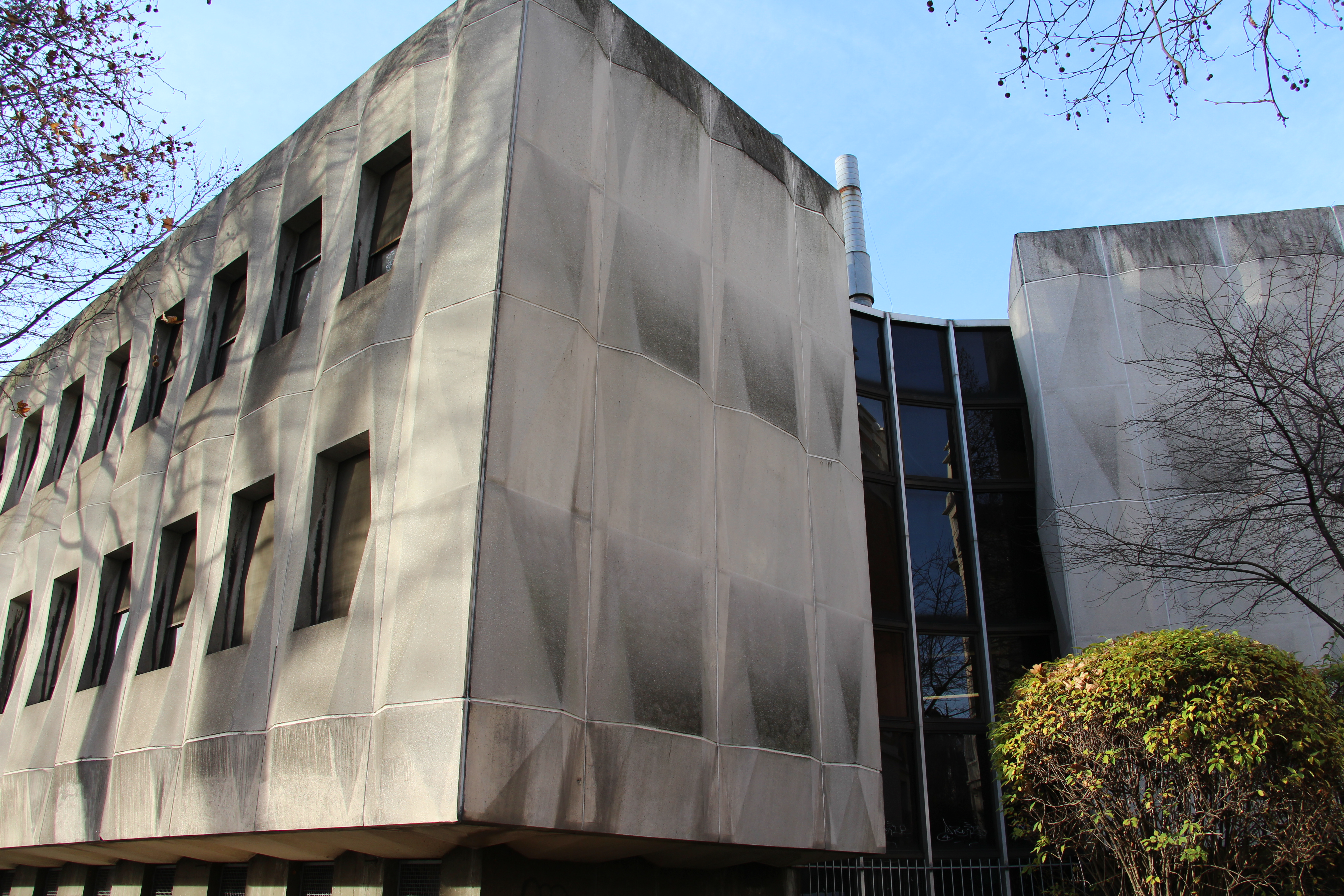
Inserm w Paryżu

Institut national de la santé et de la recherche médicale, Inserm (Francuski Narodowy Instytut Badań Zdrowia i Medycyny) – francuski publiczny instytut badawczy zajmujący się zdrowiem ludzkim i badaniom biomedycznym. Powstał w 1964 roku.
Według SCImago Institutions Rankings w 2019 r. zajmował drugą pozycję wśród najlepszych instytucji badawczych w sektorze opieki zdrowotnej (po NIH) i 22 miejsce we wszystkich sektorach.